# Stade de France
Stade de France (phát âm tiếng Pháp: [stad də fʁɑ̃s], n.đ. '"Sân vận động của Pháp"') là sân vận động quốc gia của Pháp. Sân nằm ở xã Saint-Denis, tỉnh Seine-Saint-Denis, ở phía bắc Paris. Sân vận động có sức chứa 80.698 chỗ ngồi, khiến sân trở thành sân vận động lớn thứ bảy ở châu Âu. Sân vận động này được sử dụng bởi đội tuyển bóng đá quốc gia Pháp và đội tuyển rugby union quốc gia Pháp cho các trận đấu quốc tế. Đây là sân vận động lớn nhất ở châu Âu cho các giải đấu điền kinh, với sức chứa 78.338 chỗ ngồi trong các giải đấu đó. Mặc dù vậy, đường chạy điền kinh của sân chủ yếu được che phủ dưới mặt sân bóng đá. Ban đầu được xây dựng cho Giải vô địch bóng đá thế giới 1998, tên của sân vận động được đề xuất bởi Michel Platini, trưởng ban tổ chức World Cup 1998. Vào ngày 12 tháng 7 năm 1998, Pháp đã đánh bại Brasil 3–0 trong trận chung kết World Cup 1998 diễn ra tại đây. Sân sẽ tổ chức các nội dung thi đấu môn điền kinh tại Thế vận hội Mùa hè 2024. Sân cũng sẽ tổ chức các trận đấu của Giải vô địch bóng bầu dục thế giới 2023. Sau cuộc tấn công của Nga vào Ukraina 2022, đã có thông tin cho rằng trận chung kết UEFA Champions League 2022 sẽ được chuyển từ Gazprom Arena đến Stade de France.
Stade de France được UEFA liệt kê là sân vận động Hạng 4. Sân vận động này đã tổ chức các trận đấu tại World Cup 1998, các trận chung kết UEFA Champions League năm 2000, 2006 và 2022, cũng như các trận đấu tại Giải vô địch bóng bầu dục thế giới 1999 và 2007, khiến sân trở thành một trong hai sân vận động duy nhất trên thế giới tổ chức cả trận chung kết Giải vô địch bóng đá thế giới và trận chung kết Giải vô địch bóng bầu dục thế giới (cùng với Sân vận động Nissan ở Yokohama). Sân cũng đã tổ chức bảy trận đấu tại Giải vô địch bóng đá châu Âu 2016, bao gồm cả trận chung kết, nơi Pháp thua Bồ Đào Nha với tỷ số 1–0 sau hiệp phụ. Nơi đây cũng tổ chức giải đấu đua xe Race of Champions vào các năm 2004, 2005 và 2006. Sân vận động đã tổ chức Giải vô địch điền kinh thế giới 2003. Từ năm 1999 đến năm 2016, sân đã tổ chức giải đấu điền kinh hằng năm Meeting Areva.
Ở Pháp, Stade de France đóng vai trò là sân nhà thứ hai của các câu lạc bộ bóng bầu dục của Paris như Stade Français và Racing 92. Nơi đây tổ chức một số trận đấu trên sân nhà trong mùa giải thông thường của Stade Français và Racing 92. Sân cũng tổ chức các trận chung kết cúp quốc nội chính của Pháp, bao gồm Cúp bóng đá Pháp (cả bóng đá và bóng bầu dục), Cúp Liên đoàn bóng đá Pháp, Cúp bóng đá nữ Pháp, và Coupe Gambardella, cũng như trận đấu tranh chức vô địch giải đấu rugby union Top 14.
Sân vận động được sở hữu và điều hành bởi Consortium Stade de France.

## Lịch sử

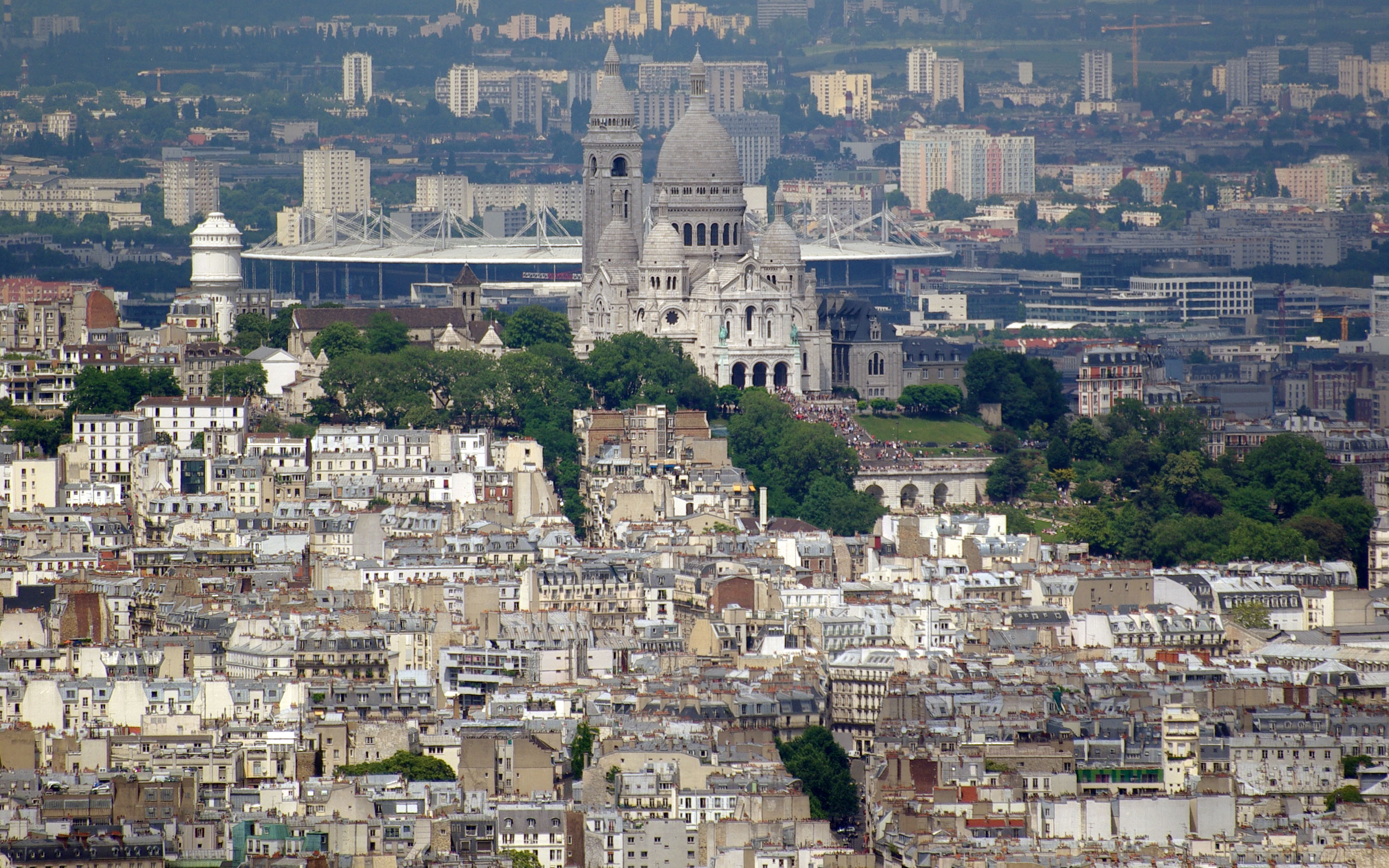
Stade de France nhìn từ trung tâm Paris, phía sau Sacré-Cœur

Sau khi Pháp được công bố là chủ nhà của Giải vô địch bóng đá thế giới 1998 vào ngày 2 tháng 7 năm 1992, cuộc thảo luận về việc xây dựng một sân vận động quốc gia ở Pháp đã được diễn ra. Kết quả là nước này và Liên đoàn bóng đá Pháp đã quyết định xây dựng sân vận động toàn chỗ ngồi, có sức chứa hơn 80.000 chỗ ngồi với mọi chỗ ngồi đều được mái che che phủ. Đây là lần đầu tiên sau hơn 70 năm kể từ khi xây dựng Sân vận động Olympic Yves-du-Manoir, một sân vận động ở Pháp được xây dựng cho một sự kiện cụ thể. Do quy mô và tầm quan trọng của sân vận động này, Hội đồng Nhà nước đã được phép đánh giá trực tiếp với cách thức xây dựng và chi phí xây dựng cho sân vận động. Hội đồng đã tìm cách xây dựng sân vận động càng gần thủ đô Paris của Pháp càng tốt, và công ty xây dựng và nhà điều hành sân vận động này sẽ nhận được khoản đóng góp tài chính đáng kể trong khoảng thời gian 30 tháng sau khi hoàn thành sân vận động. Thiết kế của sân được giao cho đội ngũ kiến trúc sư bao gồm Michel Macary, Aymeric Zublena, Michel Regembal và Claude Constantini, những người thuộc tập đoàn CR SCAU Architecture.
Sân vận động đã chính thức sẵn sàng để xây dựng sau khi chính phủ Pháp lựa chọn các công ty xây dựng Bouygues, Dumez và SGE, và giấy phép xây dựng được ký vào ngày 30 tháng 4 năm 1995. Công việc xây dựng được bắt đầu vào ngày 2 tháng 5 năm 1995. 5 tháng sau đó, vào ngày 6 tháng 9, viên đá đầu tiên của sân được đặt xuống. Sau hơn một năm xây dựng, một khu đất rộng hơn 800.000 m² đã được tạo ra và hơn 180.000 m³ bê tông đã được đổ. Công việc lắp đặt mái che và khán đài di động mất hơn một năm để hoàn thành và tiêu tốn 45 triệu euro.
Trong giai đoạn xây dựng, sân vận động được gọi bằng tiếng Pháp là Grand Stade ("sân vận động lớn"). Vào ngày 4 tháng 12 năm 1995, Bộ Thể thao đã phát động một cuộc thi để lựa chọn tên gọi cho sân vận động. Sân vận động chính thức được đặt tên là Stade de France sau khi Bộ đồng ý đề xuất tên gọi này từ huyền thoại bóng đá Pháp Michel Platini. Tổng chi phí xây dựng của sân vận động là 364 triệu euro.
Sau 31 tháng xây dựng, sân vận động được khánh thành vào ngày 28 tháng 1 năm 1998 với trận đấu bóng đá giữa Pháp và Tây Ban Nha. Trận đấu có 78.368 khán giả dự khán, trong đó có Tổng thống Jacques Chirac. Pháp giành chiến thắng trước Tây Ban Nha với tỷ số 1–0, với bàn thắng duy nhất của Zinédine Zidane ghi ở phút 20. Đây là bàn thắng đầu tiên được ghi tại Stade de France. Sáu tháng sau, Pháp đã đánh bại Brasil tại đây trong trận chung kết Giải vô địch bóng đá thế giới 1998 để giành chức vô địch World Cup đầu tiên. Tại World Cup 1998, Stade de France đã tổ chức các trận đấu vòng bảng, trận tứ kết, bán kết và trận chung kết. Vào ngày 2 tháng 2 năm 1998, năm ngày sau khi sân được khánh thành, trận đấu đầu tiên của đội tuyển rugby union quốc gia Pháp tại đây đã được diễn ra giữa Pháp và Anh. Pháp giành chiến thắng 24–17 trước Anh, trước sự chứng kiến của 77.567 khán giả. Philippe Bernat-Salles đã ghi điểm đầu tiên tại sân vận động, ở phút thứ 11 của trận đấu.
Vào ngày 24 tháng 5 năm 2000, Stade de France đã tổ chức trận chung kết UEFA Champions League 2000. 78.759 khán giả đã chứng kiến câu lạc bộ Real Madrid của Tây Ban Nha đánh bại đối thủ Valencia của Tây Ban Nha với tỷ số 3–0. Năm 2003, Stade de France là địa điểm chính của Giải vô địch điền kinh thế giới 2003. Ba năm sau, vào năm 2006, nơi đây đã tổ chức trận chung kết UEFA Champions League khác giữa một câu lạc bộ khác của Tây Ban Nha là Barcelona và Arsenal của Anh. Barcelona đã đánh bại Arsenal với tỷ số 2–1. Vào ngày 9 tháng 5 năm 2009, Stade de France đã lập kỷ lục quốc gia về số lượng khán giả dự khán một trận đấu thể thao diễn ra tại Pháp, đó là trận chung kết Cúp bóng đá Pháp 2009, khi 80.832 người đã chứng kiến Guingamp đánh bại kình địch Rennes với tỷ số 2–1. Vào ngày 22 tháng 5 năm 2010, Stade de France đã tổ chức trận chung kết Cúp Heineken 2010. Vào ngày 11 tháng 2 năm 2012, trận đấu bóng bầu dục quốc tế Six Nations giữa Pháp và Ireland đã bị hủy bỏ ngay trước khi bắt đầu, do mặt sân bị đóng băng vì sân vận động không có hệ thống sưởi dưới mặt sân.
Vào ngày 13 tháng 11 năm 2015, trong một loạt các vụ nổ súng và đánh bom phối hợp khắp Paris, Stade de France đã trở thành mục tiêu tấn công. Hai vụ nổ đã xảy ra bên ngoài sân vận động trong trận giao hữu quốc tế giữa Pháp và Đức, với sự có mặt của Tổng thống Pháp François Hollande. Tuy nhiên, kẻ khủng bố đã không thể vào sân vận động. Tiếng nổ có thể nghe thấy được từ bên trong sân vận động, và nhiều khán giả nghĩ rằng đó là một trận pháo hoa bắn ra bên trong sân vận động. Kẻ khủng bố muốn xâm nhập vào sân vận động, nhưng đã sợ hãi bỏ chạy khi thấy nhân viên an ninh và buộc phải cho nổ bom ở bên ngoài sân. Các nhà chức trách biết rất rõ về những gì đã xảy ra bên ngoài sân vận động, nhưng không thông báo cho khán giả và trận đấu vẫn được tiếp tục vì lo ngại rằng việc hủy bỏ trận đấu sẽ gây ra hoảng loạn cho các khán giả. Kể từ đó, Stade de France được sử dụng nhiều lần để diễn tập để đề phòng các vụ tấn công khác, và sân vận động đã được tăng cường an ninh. Kể từ sau vụ tấn công, đã có những hướng dẫn mới do cảnh sát Pháp ban hành, với nhiều phản ứng trái chiều.

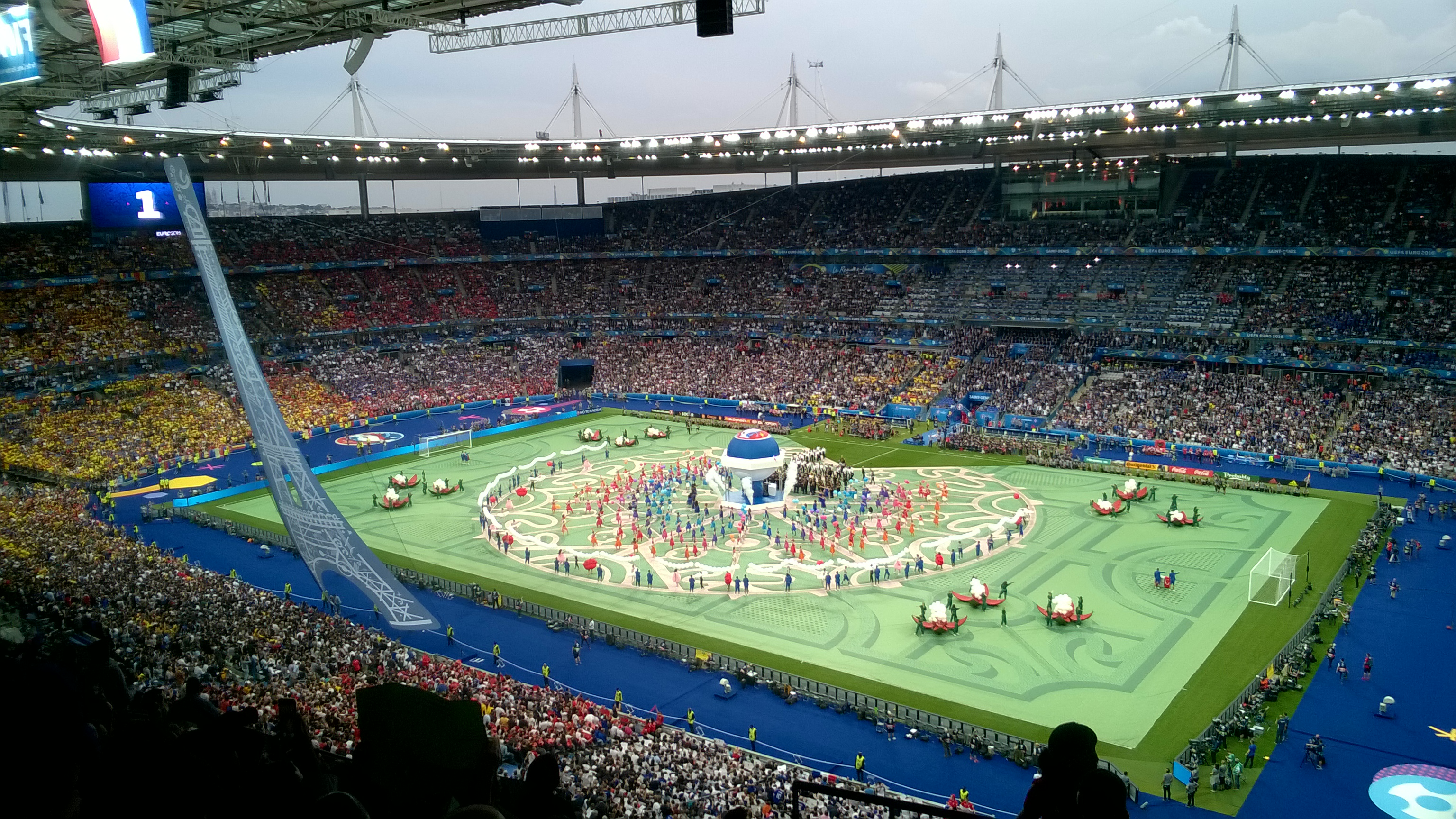
Lễ khai mạc Giải vô địch bóng đá châu Âu 2016

Năm 2016, Stade de France được sử dụng làm sân vận động trung tâm của Euro 2016. Tại giải đấu này, sân đã tổ chức bảy trận đấu. Sân vận động được sử dụng cho lễ khai mạc của giải đấu, trong đó có buổi biểu diễn của DJ người Pháp David Guetta. Vào cuối buổi biểu diễn của mình, Guetta đã mời ca sĩ người Thụy Điển Zara Larsson lên sân khấu biểu diễn bài hát chính thức của giải đấu - "This One's for You". Sau buổi lễ, sân đã tổ chức trận khai mạc của giải đấu giữa Pháp và România. Pháp đã đánh bại România với tỷ số 2–1. Trong tháng tiếp theo, sân vận động này đã tổ chức sáu trận đấu khác của giải đấu, bao gồm cả trận chung kết giải vô địch bóng đá châu Âu 2016 giữa Pháp và Bồ Đào Nha. Lễ bế mạc đã diễn ra trước trận chung kết, và David Guetta đã biểu diễn một lần nữa. Bồ Đào Nha đã đánh bại Pháp sau hiệp phụ với tỷ số 1–0 và giành chức vô địch Euro lần đầu tiên trong lịch sử của Bồ Đào Nha.
Trận chung kết UEFA Champions League 2022 giữa Liverpool F.C. và Real Madrid CF đã bị hoãn vì những khó khăn trong việc khán giả vào sân. Gérald Darmanin, Bộ trưởng Nội vụ Pháp, đổ lỗi cho các cổ động viên Liverpool, cho rằng các cổ động viên Liverpool đã mất kiểm soát và cố gắng vào sân vận động bằng vé giả. Cảnh sát Pháp đã sử dụng hơi cay và bình xịt hơi cay để cố gắng giải tán đám đông. Chủ tịch Hiệp hội cổ động viên khuyết tật Liverpool nói với Thượng viện Pháp rằng "Các cổ động viên khuyết tật bị đối xử như động vật." Những người hâm mộ cố gắng rời khỏi sân vận động đã bị tấn công bởi cư dân địa phương. Các cổ động viên, nhà báo và các chính trị gia đã phản bác tuyên bố của chính quyền Pháp. UEFA đã đưa ra một báo cáo độc lập về vụ việc này.

## Kiến trúc

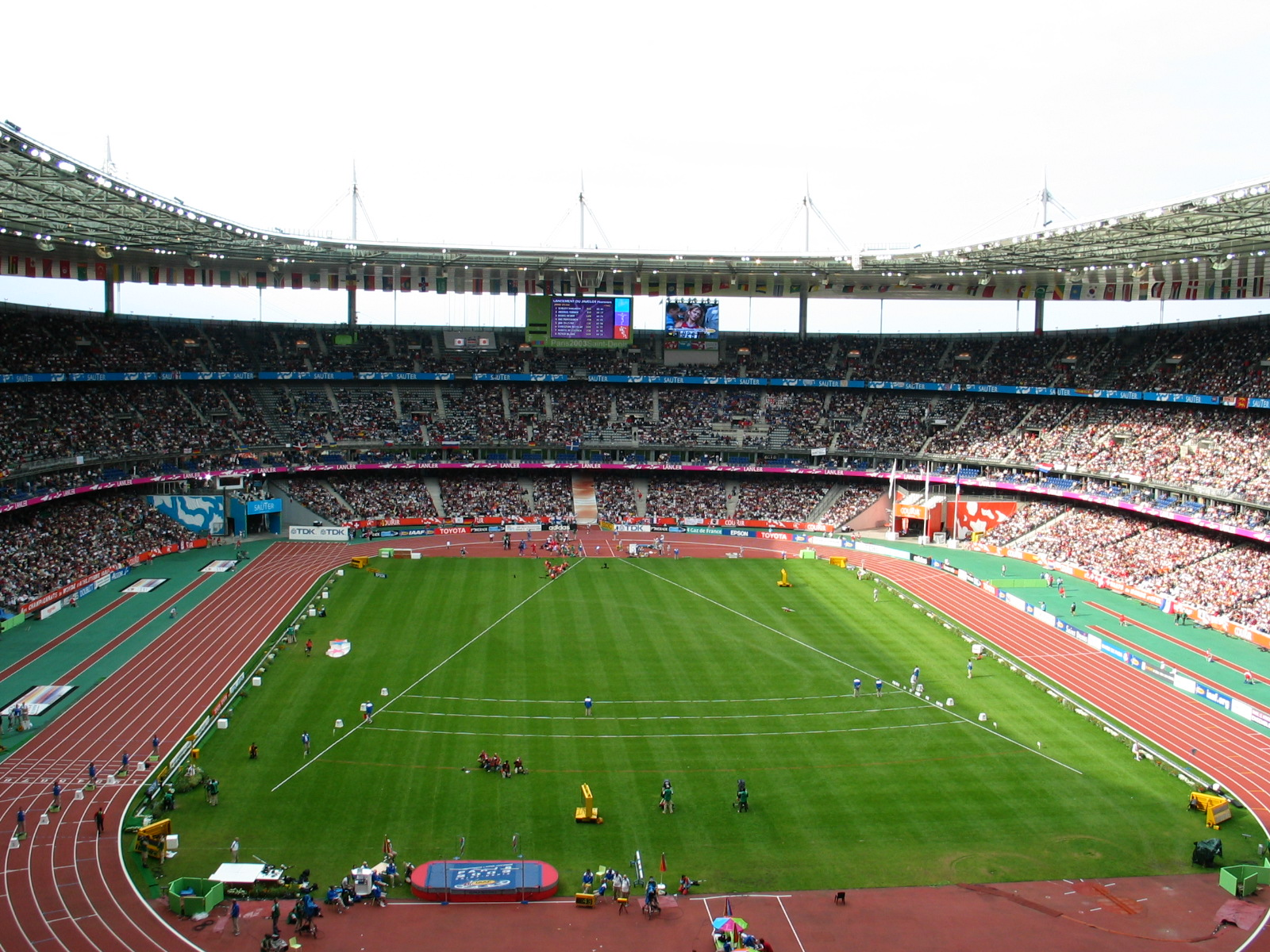
Stade de France với đường chạy điền kinh không bị che khuất trong thời gian diễn ra Giải vô địch điền kinh thế giới 2003

Stade de France có một khán đài di động có thể thu vào để lộ ra đường chạy điền kinh. Sân vận động được thiết kế đặc biệt với sự hỗ trợ của một phần mềm mô phỏng đám đông để có được sự quan sát chính xác về số lượng khán giả đến sân. Sân vận động này được xây dựng cũng nhằm thu hút sự quan tâm và phát triển cho khu vực Plaine Saint-Denis, bao gồm các xã Saint-Denis, Aubervilliers và Saint-Ouen. Mục tiêu chính là cải tạo khu vực này bằng cách xây dựng các khu dân cư và khu đô thị mới.
Sân vận động được xây dựng mà không có hệ thống sưởi dưới mặt sân. Năm 2012, trận đấu bóng bầu dục quốc tế Six Nations Tournament giữa Pháp và Ireland đã bị hủy bỏ do mặt sân bị đóng băng.
Năm 2002, Hiệp hội Quốc tế về Công trình Cầu cống và Kết cấu (IABSE) đã trao giải thưởng công nhận cấu trúc độc đáo của Stade de France với nhận xét rằng Stade de France trưng bày "một công trình kiến trúc mở hấp dẫn của thành phố, với sự thanh lịch, tự nhiên và nhẹ nhàng".

### Mái che

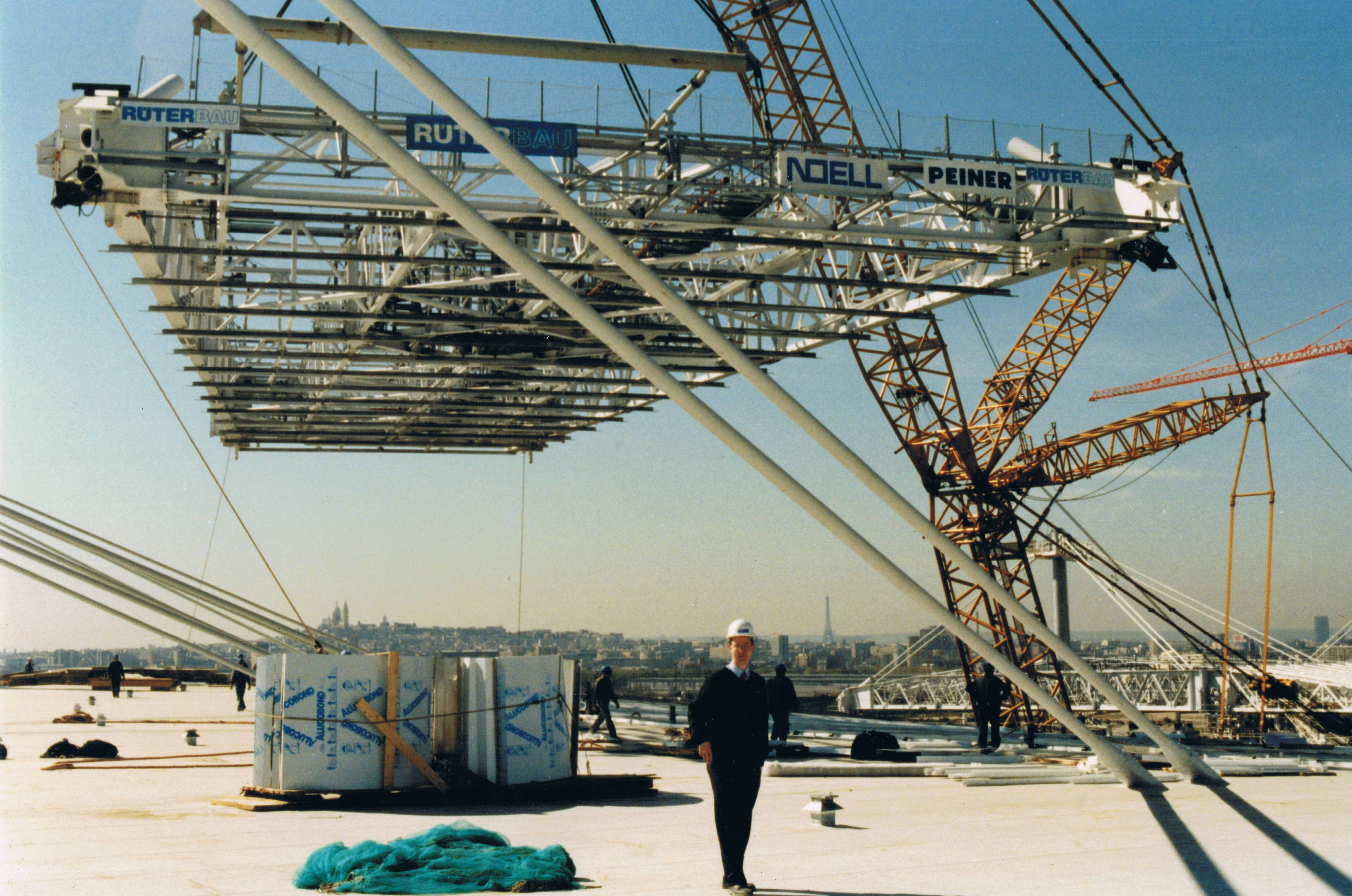
Phần cuối cùng của công việc lắp đặt các cấu trúc kim loại của mái che, 1997

Mái che của Stade de France được lắp đặt với chi phí hơn 45 triệu euro. Hình dạng elip của mái che tượng trưng cho tính phổ biến của thể thao ở Pháp. Mái che có diện tích 6 ha và khối lượng 13.000 tấn, được nhiều người coi là một kỳ quan kỹ thuật. Mái che được thiết kế để bảo vệ 80.000 khán giả một cách dễ dàng mà không bị che mất mặt sân. Tất cả đèn chiếu sáng và dàn âm thanh, bao gồm 550 đèn và 36 hộp loa, được đặt bên trong mái che để tránh cản trở tầm nhìn. Kính màu ở trung tâm làm giảm độ tương phản và phân bổ ánh sáng tự nhiên. Kính màu lọc bức xạ hồng ngoại và đỏ, tuy nhiên, kính màu cho phép ánh sáng xanh lam và xanh lục đi qua, do sự cần thiết của chúng trong việc chăm sóc mặt cỏ.

## Bên trong

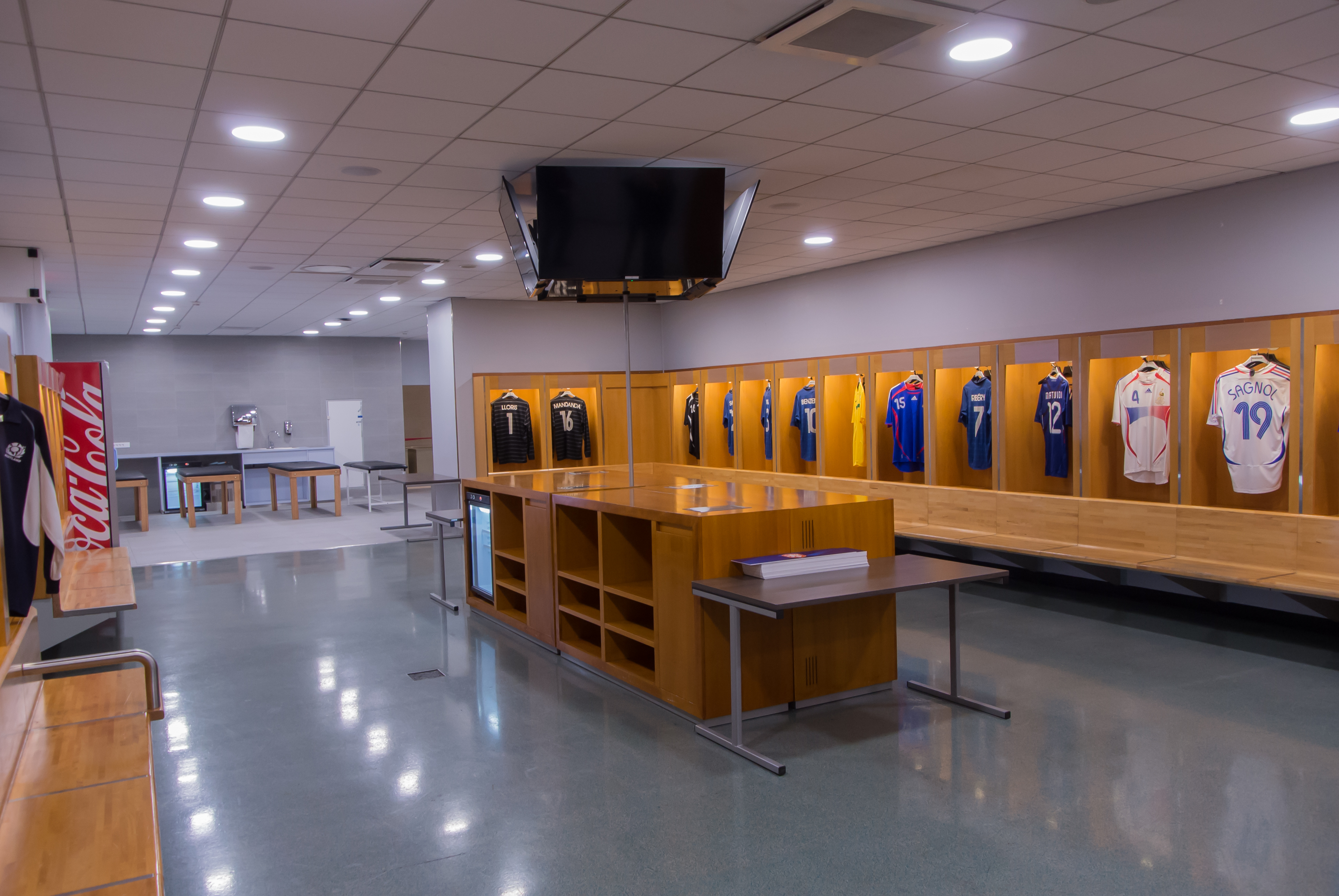
Phòng thay đồ cho đội khách

### Khán đài
Stade de France là sân vận động mô-đun lớn nhất thế giới với ba phòng trưng bày.
Sân vận động có một khán đài di động với sức chứa 25.000 chỗ ngồi. Khán đài này nằm ở tầng 1. Khán đài có thể lùi vào 15 feet để lộ ra toàn bộ đường chạy điền kinh và hố nhảy. Sau khi di chuyển, sức chứa của khán đài giảm xuống còn 22.000 chỗ ngồi. Công việc di chuyển kéo dài 80 giờ, huy động 40 người trong 20h/24h, và được di chuyển thành 10 phần riêng biệt, mỗi phần có khối lượng 700 tấn.
Khán giả có thể đến phòng trưng bày qua 22 cây cầu và có thể tìm thấy ở tầng 3, nơi tập trung nhiều nhà hàng, khu vui chơi giải trí, cửa hàng và an ninh nhà ga trung tâm.
18 cầu thang dẫn khán giả đến phòng trưng bày phía trên nằm ở tầng 6.
Công việc sơ tán 80.000 khán giả trên sân vận động có thể diễn ra trong vòng chưa đầy 15 phút.

### Mặt sân
Nằm ở độ cao 11 mét dưới sân, mặt sân có diện tích 9.000 mét vuông (dài 120 mét và rộng 75 mét) trên mặt cỏ rộng 11.000 mét vuông. Gần một tỷ hạt đã được gieo để tạo ra mặt cỏ đầu tiên vào năm 1997. Ngày nay, cỏ có dạng cuộn với kích thước 1,20 m x 8 m. Có ba ngày chuẩn bị và năm ngày lắp đặt để thay đổi mặt sân. Sự thay đổi diễn ra nhiều lần trong năm, tùy thuộc vào sự kiện được tổ chức. Không giống như các sân vận động khác, Stade de France được xây dựng mà không có hệ thống sưởi dưới mặt sân, vì sân vận động được xây dựng trên địa điểm của một xưởng khí đốt cũ, và có những lo ngại rằng nó có thể gây ra một vụ nổ.

### Màn hình khổng lồ
Là một phần của chính sách đổi mới cơ sở hạ tầng, Stade de France đã bổ sung thêm hai màn hình lớn mới vào tháng 9 năm 2006. Các màn hình mới có kích thước lớn hơn 58% so với các màn hình trước đó được lắp đặt vào năm 1998. Mỗi màn hình khổng lồ mới bao gồm 4.423.680 LED. Các màn hình này cho hình ảnh nhanh hơn và sáng hơn so với các màn hình trước đó.

## Một số sự kiện thể thao lớn

### World Cup 1998
Sân vận động này được tổ chức 9 trận đấu tại World Cup 1998, bao gồm 5 trận ở vòng bảng, 1 trận ở vòng 16 đội, 1 trận ở tứ kết, 1 trận bán kết và trận chung kết.
| Ngày                | Giờ   | Đội     | Kết quả                    | Đội         | Vòng        |
| ------------------- | ----- | ------- | -------------------------- | ----------- | ----------- |
| 10 tháng 6 năm 1998 | 17:30 | Brasil  | 2 - 1                      | Scotland    | Bảng A      |
| 13 tháng 6 năm 1998 | 21:00 | Hà Lan  | 0 - 0                      | Bỉ          | Bảng E      |
| 18 tháng 6 năm 1998 | 21:00 | Pháp    | 4 - 0                      | Ả Rập Xê Út | Bảng C      |
| 23 tháng 6 năm 1998 | 16:00 | Ý       | 2 - 1                      | Áo          | Bảng B      |
| 26 tháng 6 năm 1998 | 21:00 | România | 1 - 1                      | Tunisia     | Bảng G      |
| 28 tháng 6 năm 1998 | 21:00 | Nigeria | 1 - 4                      | Đan Mạch    | Vòng 16 đội |
| 3 tháng 7 năm 1998  | 16:30 | Ý       | 0 - 0 (s.h.p) (3 - 4 pen.) | Pháp        | Tứ kết      |
| 8 tháng 7 năm 1998  | 21:00 | Pháp    | 2 - 1                      | Croatia     | Bán kết     |
| 12 tháng 7 năm 1998 | 21:00 | Brasil  | 0 - 3                      | Pháp        | Chung kết   |

### Vòng loại World Cup 2006
| Ngày                 | Giờ   | Đội  | Kết quả | Đội              | Vòng   |
| -------------------- | ----- | ---- | ------- | ---------------- | ------ |
| 4 tháng 9 năm 2004   | 21:00 | Pháp | 0 - 0   | Israel           | Bảng 4 |
| 9 tháng 10 năm 2004  | 21:00 | Pháp | 0 - 0   | Cộng hòa Ireland | Bảng 4 |
| 26 tháng 3 năm 2005  | 21:00 | Pháp | 0 - 0   | Thụy Sĩ          | Bảng 4 |
| 12 tháng 10 năm 2005 | 20:45 | Pháp | 4 - 0   | Síp              | Bảng 4 |

### Vòng loại Euro 2008
| Ngày               | Giờ   | Đội  | Kết quả | Đội     | Vòng   |
| ------------------ | ----- | ---- | ------- | ------- | ------ |
| 6 tháng 9 năm 2006 | 21:00 | Pháp | 3 - 1   | Ý       | Bảng B |
| 2 tháng 6 năm 2007 | 21:00 | Pháp | 2 - 0   | Ukraina | Bảng B |

### Vòng loại World Cup 2010
| Ngày                 | Giờ   | Đội  | Kết quả | Đội              | Vòng   |
| -------------------- | ----- | ---- | ------- | ---------------- | ------ |
| 10 tháng 9 năm 2008  | 21:00 | Pháp | 2 - 1   | Serbia           | Bảng 7 |
| 1 tháng 4 năm 2009   | 21:00 | Pháp | 1 - 0   | Litva            | Bảng 7 |
| 5 tháng 9 năm 2009   | 21:00 | Pháp | 1 - 1   | România          | Bảng 7 |
| 14 tháng 10 năm 2009 | 21:00 | Pháp | 3 - 1   | Áo               | Bảng 7 |
| 18 tháng 11 năm 2009 | 21:00 | Pháp | 1 - 1   | Cộng hòa Ireland | Bảng 2 |

### Vòng loại Euro 2012
| Ngày                 | Giờ   | Đội  | Kết quả | Đội                  | Vòng   |
| -------------------- | ----- | ---- | ------- | -------------------- | ------ |
| 3 tháng 9 năm 2010   | 21:00 | Pháp | 0 - 1   | Belarus              | Bảng D |
| 9 tháng 10 năm 2010  | 21:00 | Pháp | 2 - 0   | România              | Bảng D |
| 7 tháng 10 năm 2011  | 21:00 | Pháp | 3 - 0   | Albania              | Bảng D |
| 11 tháng 10 năm 2011 | 21:00 | Pháp | 1 - 1   | Bosna và Hercegovina | Bảng D |

### Vòng loại World Cup 2014
| Ngày                 | Giờ   | Đội  | Kết quả | Đội         | Vòng   |
| -------------------- | ----- | ---- | ------- | ----------- | ------ |
| 11 tháng 9 năm 2012  | 21:00 | Pháp | 3 - 1   | Belarus     | Bảng I |
| 22 tháng 3 năm 2013  | 21:00 | Pháp | 3 - 1   | Gruzia      | Bảng I |
| 26 tháng 3 năm 2013  | 21:00 | Pháp | 0 - 1   | Tây Ban Nha | Bảng I |
| 15 tháng 10 năm 2013 | 21:00 | Pháp | 3 - 0   | Phần Lan    | Bảng I |

### Euro 2016
Sân vận động Stade de France tổ chức 7 trận đấu tại Euro, bao gồm 5 trân đấu ở vòng bảng, 1 trận đấu ở vòng 16 đội, 1 trận tứ kết và 1 trận chung kết.
| Ngày                | Giờ   | Đội              | Kết quả       | Đội         | Vòng                   | Khán giả |
| ------------------- | ----- | ---------------- | ------------- | ----------- | ---------------------- | -------- |
| 10 tháng 6 năm 2016 | 21:00 | Pháp             | 2 - 1         | România     | Bảng A (Trận khai mạc) | 75,113   |
| 13 tháng 6 năm 2016 | 18:00 | Cộng hòa Ireland | 1 - 1         | Thụy Điển   | Bảng E                 | 73,419   |
| 16 tháng 6 năm 2016 | 21:00 | Đức              | 0 - 0         | Ba Lan      | Bảng C                 | 73,648   |
| 22 tháng 6 năm 2016 | 18:00 | Iceland          | 2 - 1         | Áo          | Bảng F                 | 68,714   |
| 27 tháng 6 năm 2016 | 18:00 | Ý                | 2 - 0         | Tây Ban Nha | Vòng 16 đội            | 76,165   |
| 3 tháng 7 năm 2016  | 21:00 | Pháp             | 5 - 2         | Iceland     | Tứ kết                 | 76,833   |
| 10 tháng 7 năm 2016 | 21:00 | Bồ Đào Nha       | 1 - 0 (s.h.p) | Pháp        | Chung kết              | 75,868   |

### Vòng loại World Cup 2018
| Ngày                 | Giờ   | Đội  | Kết quả | Đội       | Vòng   |
| -------------------- | ----- | ---- | ------- | --------- | ------ |
| 7 tháng 10 năm 2016  | 20:45 | Pháp | 4 - 1   | Bulgaria  | Bảng A |
| 11 tháng 11 năm 2016 | 20:45 | Pháp | 2 - 1   | Thụy Điển | Bảng A |
| 31 tháng 8 năm 2017  | 20:45 | Pháp | 4 - 0   | Hà Lan    | Bảng A |
| 10 tháng 10 năm 2017 | 20:45 | Pháp | 2 - 1   | Belarus   | Bảng A |

### Vòng loại Euro 2020
| Ngày                 | Giờ   | Đội  | Kết quả | Đội        | Vòng   |
| -------------------- | ----- | ---- | ------- | ---------- | ------ |
| 25 tháng 3 năm 2019  | 20:45 | Pháp | 4 - 0   | Iceland    | Bảng H |
| 7 tháng 9 năm 2019   | 20:45 | Pháp | 4 - 1   | Albania    | Bảng H |
| 10 tháng 9 năm 2019  | 20:45 | Pháp | 3 - 0   | Andorra    | Bảng H |
| 14 tháng 10 năm 2019 | 20:45 | Pháp | 1 - 1   | Thổ Nhĩ Kỳ | Bảng H |
| 14 tháng 11 năm 2019 | 20:45 | Pháp | 2 - 1   | Andorra    | Bảng H |

### Vòng loại World Cup 2022
| Ngày                | Giờ   | Đội  | Kết quả | Đội     | Vòng   |
| ------------------- | ----- | ---- | ------- | ------- | ------ |
| 24 tháng 3 năm 2021 | 20:45 | Pháp | 1 - 1   | Ukraina | Bảng D |

### Vòng loại Euro 2024
| Ngày                | Giờ   | Đội  | Kết quả | Đội    | Vòng   |
| ------------------- | ----- | ---- | ------- | ------ | ------ |
| 24 tháng 3 năm 2023 | 20:45 | Pháp | 4 - 0   | Hà Lan | Bảng B |
| 19 tháng 6 năm 2023 | 20:45 | Pháp | 1 - 0   | Hy Lạp | Bảng B |

## Buổi hòa nhạc
Sân vận động cũng được sử dụng cho các buổi hòa nhạc. The Rolling Stones, Depeche Mode, Tina Turner, U2, Metallica, Guns N' Roses, Muse, Rihanna, AC/DC, Justin Timberlake, Céline Dion, Bruno Mars, Beyoncé, Jay Z, Coldplay, Red Hot Chili Peppers, One Direction, Eminem, Lady Gaga, Paul McCartney, Roger Waters, Prince, Madonna, The Police, BTS và Blackpink đã biểu diễn tại đây.
| Danh sách buổi hòa nhạc |              | | |                                  |                | |
| Năm                     | Ngày         | Người biểu diễn | Mở màn | Chuyến lưu diễn/Sự kiện          | Khán giả       | Ghi chú bổ sung |
| 1998                    | 25 tháng 7   | The Rolling Stones | Jean-Louis Aubert | Bridges to Babylon Tour          | 76.716         | Buổi hòa nhạc đầu tiên tại sân vận động. |
| 1998                    | 5 tháng 9    | Johnny Hallyday | |                                  | 215.215        | Buổi hòa nhạc được thu âm cho album trực tiếp Stade de France 98 Johnny allume le feu của ca sĩ.                                                                        |
| 1998                    | 6 tháng 9    | Johnny Hallyday | |                                  | 215.215        | Buổi hòa nhạc được thu âm cho album trực tiếp Stade de France 98 Johnny allume le feu của ca sĩ.                                                                        |
| 1998                    | 11 tháng 9   | Johnny Hallyday | |                                  | 215.215        | Buổi hòa nhạc được thu âm cho album trực tiếp Stade de France 98 Johnny allume le feu của ca sĩ.                                                                        |
| 1999                    | 19 tháng 6   | Céline Dion | Dany Brillant | Let's Talk About Love World Tour | 162.903        | Các buổi hòa nhạc được quay cho bộ phim hòa nhạc Au cœur du stade của nam ca sĩ và được thu âm cho album trực tiếp cùng tên.                                            |
| 1999                    | 20 tháng 6   | Céline Dion | Dany Brillant | Let's Talk About Love World Tour | 162.903        | Các buổi hòa nhạc được quay cho bộ phim hòa nhạc Au cœur du stade của nam ca sĩ và được thu âm cho album trực tiếp cùng tên.                                            |
| 2000                    | 5 tháng 7    | Tina Turner | Joe Cocker | Twenty Four Seven Tour           | 75.000         | |
| 2001                    | 22 tháng 6   | AC/DC | The Offspring, Pure Rubbish | Stiff Upper Lip World Tour       |                | |
| 2002                    | 21 tháng 9   | Various French rap artists | Kery James Psy 4 de la Rime, Ärsenik, Fonky Family, Kool Shen, Joeystarr, B.O.S.S., Oxmo Puccino | Urban Peace                      |                | |
| 2003                    | 24 tháng 5   | Bruce Springsteen | | The Rising Tour                  |                | |
| 2003                    | 9 tháng 7    | The Rolling Stones | Stereophonics | Licks Tour                       | 75.517         | |
| 2004                    | 24 tháng 6   | Paul McCartney | | 2004 Summer Tour                 |                | |
| 2005                    | 9 tháng 7    | U2 | Starsailor, Snow Patrol | Vertigo Tour                     | 160.349        | |
| 2005                    | 10 tháng 7   | U2 | Snow Patrol, The Music | Vertigo Tour                     | 160.349        | |
| 2006                    | 28 tháng 7   | The Rolling Stones | Razorlight | A Bigger Bang                    | 62.761         | |
| 2007                    | 16 tháng 6   | The Rolling Stones | Starsailor | A Bigger Bang                    |                | |
| 2007                    | 22 tháng 6   | George Michael | | 25 Live                          | 63.583         | |
| 2007                    | 29 tháng 9   | The Police | Fiction Plane | The Police Reunion Tour          | 157.906        | |
| 2007                    | 30 tháng 9   | The Police | Fiction Plane | The Police Reunion Tour          | 157.906        | |
| 2008                    | 17 tháng 5   | Émile et Images | Lio, Jean-Pierre Mader, Rose Laurens, Sabrina Salerno, Desireless, Jeanne Mas, Partenaire Particulier, Début de Soirée, Vivien Savage, Cookie Dingler, Jean Schultheis, Philippe Cataldo, Richard Sanderson, Murray Head, Opus, Léopold Nord & Vous, Kazino, Raft | RFM Party 80                     |                | |
| 2008                    | 5 tháng 7    | David Guetta | Tiësto, Carl Cox, Joachim Garraud, Martin Solveig | Unighted 2008                    |                | |
| 2008                    | 29 tháng 8   | André Rieu | |                                  |                | |
| 2008                    | 20 tháng 9   | Madonna | Bob Sinclar | Sticky & Sweet Tour              | 138.163        | |
| 2008                    | 21 tháng 9   | Madonna | Bob Sinclar | Sticky & Sweet Tour              | 138.163        | |
| 2008                    | 4 tháng 10   | Rohff | Kenza Farah, Sinik, Booba, Soprano, Psy4 de la Rime, TFL, Léa Castel, Kery James, Rim'K, Mala, Tunisiano, Sefyu | Urban Peace 2                    |                | |
| 2009                    | 16 tháng 5   | Kassav' | |                                  |                | |
| 2009                    | 29 tháng 5   | Johnny Hallyday | | Tour 66                          |                | Các buổi hòa nhạc được thu âm cho album trực tiếp Tour 66: Stade de France 2009 của ca sĩ.                                                                              |
| 2009                    | 30 tháng 5   | Johnny Hallyday | | Tour 66                          |                | Các buổi hòa nhạc được thu âm cho album trực tiếp Tour 66: Stade de France 2009 của ca sĩ.                                                                              |
| 2009                    | 31 tháng 5   | Johnny Hallyday | | Tour 66                          |                | Các buổi hòa nhạc được thu âm cho album trực tiếp Tour 66: Stade de France 2009 của ca sĩ.                                                                              |
| 2009                    | 12 tháng 6   | AC/DC | The Answer, Café Bertrand | Black Ice World Tour             | 74.549         | |
| 2009                    | 27 tháng 6   | Depeche Mode | M83 | Tour of the Universe             | 65.005         | Buổi hòa nhạc được thu âm cho dự án album trực tiếp Recording the Universe của nhóm.                                                                                    |
| 2009                    | 4 tháng 7    | David Guetta | Armin van Buuren, Sven Vath, Axwell, Steve Angello, Cathy Guetta | Unighted Energized               |                | |
| 2009                    | 11 tháng 7   | U2 | Kaiser Chiefs | U2 360° Tour                     | 186.544        | Màn trình diễn của I'll Go Crazy If I Don't Go Crazy Tonight từ buổi hòa nhạc đã được thu âm cho album trực tiếp From the Ground Up: Edge's Picks from U2360° của nhóm. |
| 2009                    | 12 tháng 7   | U2 | Kaiser Chiefs | U2 360° Tour                     | 186.544        | Màn trình diễn của Angel of Harlem trong buổi hòa nhạc được ghi lại cho album trực tiếp From The Ground Up: Edge's Picks from U2360° của nhóm.                          |
| 2009                    | 11 tháng 9   | Mylène Farmer | | Mylène Farmer en tournée         | 163.457        | Các buổi hòa nhạc được quay và thu âm cho bộ phim hòa nhạc và album trực tiếp N°5 on Tour của ca sĩ.                                                                    |
| 2009                    | 12 tháng 9   | Mylène Farmer | | Mylène Farmer en tournée         | 163.457        | Các buổi hòa nhạc được quay và thu âm cho bộ phim hòa nhạc và album trực tiếp N°5 on Tour của ca sĩ.                                                                    |
| 2010                    | 11 tháng 6   | Muse | Editors, The Big Pink, I Am Arrows | The Resistance Tour              |                | |
| 2010                    | 12 tháng 6   | Muse | Kasabian, White Lies, DeVotchKa | The Resistance Tour              |                | |
| 2010                    | 18 tháng 6   | AC/DC | Slash, Killing Machine | Black Ice World Tour             | 76.375         | |
| 2010                    | 26 tháng 6   | Indochine | | Meteor Tour                      |                | Buổi hòa nhạc được quay và thu âm cho bộ phim hòa nhạc và album trực tiếp Putain de stade của nhóm.                                                                     |
| 2010                    | 18 tháng 9   | U2 | Interpol | U2 360° Tour                     | 96.540         | Màn trình diễn của Moment of Surrender từ buổi hòa nhạc đã được ghi lại cho EP trực tiếp Wide Awake in Europe.                                                          |
| 2011                    | 11 tháng 6   | Manu Dibango, Petit Pays, Fally Ipupa, Jessy Matador, Passi, Werrason, Patience Dabany, Sekouba Bambino, Mory Kanté, Alpha Blondy, Magic System, Meiway, Mokobé, Oumou Sangaré, Negro pou la vi, Coumba Gawlo, Baaba Maal | Manu Dibango, Petit Pays, Fally Ipupa, Jessy Matador, Passi, Werrason, Patience Dabany, Sekouba Bambino, Mory Kanté, Alpha Blondy, Magic System, Meiway, Mokobé, Oumou Sangaré, Negro pou la vi, Coumba Gawlo, Baaba Maal                                         |                                  | Nuit Africaine | |
| 2011                    | 22 tháng 6   | The Black Eyed Peas | David Guetta | The Beginning                    |                | |
| 2011                    | 24 tháng 6   | The Black Eyed Peas | Natalia Kills | The Beginning                    |                | |
| 2011                    | 25 tháng 6   | The Black Eyed Peas | Natalia Kills | The Beginning                    |                | |
| 2011                    | 30 tháng 6   | Prince | | Welcome 2                        |                | |
| 2012                    | 12 tháng 5   | Metallica | Gojira, The Kills | 2012 European Black Album Tour   | 72.975         | |
| 2012                    | 15 tháng 6   | Johnny Hallyday | |                                  |                | |
| 2012                    | 16 tháng 6   | Johnny Hallyday | |                                  |                | |
| 2012                    | 17 tháng 6   | Johnny Hallyday | |                                  |                | |
| 2012                    | 30 tháng 6   | Red Hot Chili Peppers | The Vaccines | I'm With You World Tour          |                | Buổi hòa nhạc được thu âm cho dự án album trực tiếp Red Hot Chili Peppers Official Bootlegs của nhóm.                                                                   |
| 2012                    | 14 tháng 7   | Madonna | Martin Solveig, will.i.am | MDNA Tour                        | 62.195         | |
| 2012                    | 2 tháng 9    | Coldplay | Marina and the Diamonds, Charli XCX | Mylo Xyloto Tour                 | 77.813         | Một phần của buổi hòa nhạc được quay và thu âm cho bộ phim hòa nhạc và album trực tiếp Coldplay Live 2012 của nhóm. Rihanna xuất hiện trên sân khấu với hai bài hát.    |
| 2012                    | 22 tháng 9   | Lady Gaga | Lady Starlight, Rerelolewa Oyedele | Born This Way Ball               | 70.617         | |
| 2013                    | 8 tháng 6    | Rihanna | David Guetta, WE ARE GTA | Diamonds World Tour              | 78.841         | Vào thời điểm đó, Rihanna trở thành nghệ sĩ trẻ nhất từng gây xôn xao sân vận động.                                                                                     |
| 2013                    | 15 tháng 6   | Depeche Mode | Douglas McCarthy | The Delta Machine Tour           | 67.103         | |
| 2013                    | 21 tháng 6   | Muse | Paramore, fun. | The 2nd Law World Tour           | 150.936        | |
| 2013                    | 22 tháng 6   | Muse | Biffy Clyro, Dizzie Rascal, Polly Money | The 2nd Law World Tour           | 150.936        | |
| 2013                    | 29 tháng 6   | Bruce Springsteen | | Wrecking Ball World Tour         | 61.867         | |
| 2013                    | 22 tháng 8   | Eminem | Kendrick Lamar, Earlwolf, Earl Sweatshirt, Tyler, The Creator, Slaughterhouse |                                  | 71.542         | |
| 2013                    | 21 tháng 9   | Roger Waters | | The Wall Live                    | 69.119         | |
| 2013                    | 28 tháng 9   | Sexion d'Assaut | IAM, Orelsan, Psy 4 de la Rime, La Fouine, Youssoupha | Urban Peace 3                    |                | |
| 2014                    | 26 tháng 4   | Justin Timberlake | | The 20/20 Experience World Tour  | 57.286         | |
| 2014                    | 13 tháng 6   | The Rolling Stones | | 14 On Fire                       | 76.495         | |
| 2014                    | 20 tháng 6   | One Direction | McBusted | Where We Are Tour                | 114.172        | |
| 2014                    | 21 tháng 6   | One Direction | McBusted | Where We Are Tour                | 114.172        | |
| 2014                    | 27 tháng 6   | Indochine | | Black City Tour                  |                | Hai buổi hòa nhạc đã được quay và thu âm cho bộ phim hòa nhạc và album trực tiếp Black City Concerts của nhóm.                                                          |
| 2014                    | 28 tháng 6   | Indochine | | Black City Tour                  |                | Hai buổi hòa nhạc đã được quay và thu âm cho bộ phim hòa nhạc và album trực tiếp Black City Concerts của nhóm.                                                          |
| 2014                    | 12 tháng 9   | Beyoncé và Jay Z | | On the Run Tour                  | 147.012        | Các buổi hòa nhạc đã được phát sóng bởi HBO. Nicki Minaj đã xuất hiện trên sân khấu trong một bài hát.                                                                  |
| 2014                    | 13 tháng 9   | Beyoncé và Jay Z | | On the Run Tour                  | 147.012        | Các buổi hòa nhạc đã được phát sóng bởi HBO. Nicki Minaj đã xuất hiện trên sân khấu trong một bài hát.                                                                  |
| 2015                    | 23 tháng 5   | AC/DC | | Rock or Bust World Tour          | 150.000        | |
| 2015                    | 26 tháng 5   | AC/DC | | Rock or Bust World Tour          | 150.000        | |
| 2015                    | 11 tháng 6   | Paul McCartney | | Out There                        |                | |
| 2016                    | 21 tháng 7   | Beyoncé | Chloe x Halle, Ingrid | The Formation World Tour         | 75.106         | |
| 2016                    | 30 tháng 7   | Rihanna | Big Sean, DJ Mustard | Anti World Tour                  |                | |
| 2017                    | 1 tháng 7    | Depeche Mode | Algiers | Global Spirit Tour               | 58.199         | |
| 2017                    | 7 tháng 7    | Guns N' Roses | Biffy Clyro | Not in This Lifetime... Tour     | 60.438         | |
| 2017                    | 15 tháng 7   | Coldplay | | A Head Full of Dreams Tour       | 235.611        | |
| 2017                    | 16 tháng 7   | Coldplay | | A Head Full of Dreams Tour       | 235.611        | |
| 2017                    | 18 tháng 7   | Coldplay | | A Head Full of Dreams Tour       | 235.611        | |
| 2017                    | 25 tháng 7   | U2 | Noel Gallagher's High Flying Birds | The Joshua Tree Tour 2017        | 154.486        | |
| 2017                    | 26 tháng 7   | U2 | Noel Gallagher's High Flying Birds | The Joshua Tree Tour 2017        | 154.486        | |
| 2017                    | 15 tháng 9   | Les Insus | |                                  |                | |
| 2017                    | 16 tháng 9   | Les Insus | |                                  |                | |
| 2018                    | 30 tháng 6   | Bruno Mars | DNCE, DJ Rashida | 24K Magic World Tour             |                | |
| 2018                    | 6 tháng 7    | Ed Sheeran | Anne Marie, Jamie Lawson | ÷ Tour                           | 153.065        | |
| 2018                    | 7 tháng 7    | Ed Sheeran | | ÷ Tour                           | 153.065        | |
| 2018                    | 14 tháng 7   | Beyoncé và Jay Z | | On the Run II Tour               | 111.615        | |
| 2018                    | 15 tháng 7   | Beyoncé và Jay Z | | On the Run II Tour               | 111.615        | Trận chung kết Giải vô địch bóng đá thế giới 2018 được truyền hình trực tiếp trước khi bắt đầu đại nhạc hội.                                                            |
| 2019                    |              | | |                                  |                | |
| 12 tháng 5              | Metallica    | Ghost Bokassa | WorldWired Tour | 74.889                           |                | |
| 7 tháng 6               | BTS          | | BTS World Tour Love Yourself: Speak Yourself | 107.328                          |                | |
| 8 tháng 6               | BTS          | | BTS World Tour Love Yourself: Speak Yourself | 107.328                          |                | |
| 29 tháng 6              | Rockin' 1000 | | |                                  |                | |
| 5 tháng 7               | Muse         | | Simulation Theory World Tour | 131.321                          |                | |
| 6 tháng 7               | Muse         | | Simulation Theory World Tour | 131.321                          |                | |
| 29 tháng 11             | Maître Gims  | | Fuego Tour | 72.000                           |                | |
| 2020                    | 4 tháng 7    | Rockin' 1000 | |                                  |                | |
| 2020                    | 24 tháng 7   | Lady Gaga | | The Chromatica Ball              |                | |
| 2023                    | 15 tháng 7   | Blackpink | | Born Pink World Tour             | 52,781         | |

## Kỷ lục tiếng ồn
Vào ngày 12 tháng 5 năm 2012, ban nhạc heavy metal Gojira của Pháp đã biểu diễn tại sân vận động như màn mở đầu cho Metallica trong chuyến lưu diễn European Black Album Tour của nhóm. Tiếng ồn trong buổi hòa nhạc của Gojira được đo ở mức 120 decibel trong các hành lang ở hậu trường, phá kỷ lục về độ ồn của âm thanh lớn nhất từng được ghi lại tại Stade de France.
Vào ngày 11 tháng 4 năm 2015, độ ồn tạo ra bởi 80.000 người tại Stade de France trong trận chung kết Cúp Liên đoàn bóng đá Pháp 2015 đã lên đến 109 decibel, lập kỷ lục thế giới về sân vận động ồn ào nhất từng được ghi nhận trong trận chung kết của một giải đấu bóng đá.

## Đội thuê sân
Stade de France không có đội thuê nhà thường xuyên nào ngoài các đội tuyển bóng đá và bóng bầu dục quốc gia Pháp. Mặc dù đã nhiều lần cố gắng thuyết phục một đội bóng đá hoặc bóng bầu dục chuyên nghiệp chuyển đến đây, nhưng đã thất bại cho đến nay. Sau khi xây dựng sân vận động này, Paris Saint-Germain từ chối chuyển đến đó, chọn ở lại Sân vận động Công viên các Hoàng tử dưới áp lực của chủ sở hữu lúc đó (mạng truyền hình trả tiền Canal Plus) và chính quyền thành phố Paris.
Tuy nhiên, câu lạc bộ bóng bầu dục Paris Stade Français hiện đã trở thành người thuê sân bán thường xuyên. Họ bắt đầu bằng cách lên lịch thi đấu trên sân nhà của Top 14 vào ngày 15 tháng 10 năm 2005 gặp Toulouse tại Stade de France. Chủ tịch của Stade Français, Max Guazzini, công khai nói rằng câu lạc bộ sẽ phải bán 25.000 đến 30.000 vé để hòa vốn. Ba tuần trước khi trận đấu diễn ra, 61.000 vé đã được bán ra, lập kỷ lục của Pháp về lượng vé được bán cho một trận đấu của bất kỳ môn thể thao nào, bao gồm cả bóng đá. Số người dự khán cuối cùng là 79.454 khán giả, phá vỡ kỷ lục khán giả quốc gia của một trận đấu quốc gia ở bất kỳ môn thể thao nào với hơn 20.000 người. Năm phút trước khi kết thúc trận đấu với Toulouse, Guazzini tuyên bố với đám đông rằng trận đấu trên sân nhà theo lịch trình của Stade Français với Biarritz vào tháng 3 năm 2006 cũng sẽ được tổ chức tại Stade de France. Trận đấu Stade-Biarritz đã phá vỡ kỷ lục khán giả từ đầu mùa giải, với 79.604 người có mặt.
Guazzini sau đó đã đặt sân Stade de France cho cùng hai trận đấu ở giải đấu 2006-07. Trận đấu với Biarritz vào ngày 16 tháng 10 năm 2006 đã thu hút 79.619 người, đây là trận đấu thứ ba liên tiếp của Stade Français tại Stade de France để lập kỷ lục khán giả mọi thời đại của Pháp. Kỷ lục này đã bị phá một lần nữa trong trận đấu với Toulouse vào ngày 27 tháng 1 năm 2007, với 79.741 khán giả lấp đầy khán đài. Stade Français tiếp tục lịch thi đấu ba trận sân nhà tại Stade de France trong mùa giải 2007-08. Trong mùa giải 2008-09, họ đã đặt sân Stade de France cho ba trận đấu trên sân nhà và một trận đấu pool trong Cúp Heineken. Số trận đấu trên sân nhà của Stade Français tại Stade de France đã tăng trở lại cho mùa giải 2009-10, với 5 lịch thi đấu trong Top 14 đã được công bố cho sân vận động.
Ngay cả khi thiếu người thuê giải đấu thường xuyên, doanh thu của sân vận động đã tăng lên rất nhiều trong năm 2007, vì nó được sử dụng rộng rãi trong Giải vô địch bóng bầu dục thế giới 2007 ở Pháp, nơi nó tổ chức nhiều trận đấu pool, một trận tứ kết, cả bán kết và chung kết.
Đội bóng đá Lille OSC đã chơi tất cả các trận "sân nhà" của mình ở giải đấu châu Âu trong mùa giải 2005-06, cả ở UEFA Champions League và Cúp UEFA, tại Stade de France vì sân vận động của chính họ sau đó đang được cải tạo và sân vận động gần hơn duy nhất trên đất Pháp, Sân vận động Bollaert-Delelis, không có sẵn vì đội thuê của sân đó, đối thủ địa phương của Lille, Lens, cũng đang tham dự Cúp UEFA. Stade de France đã tổ chức trận chung kết Champions League ba lần: 2000 (Real Madrid 3–0 Valencia), 2006 (Barcelona 2–1 Arsenal) và 2022 (Liverpool 0–1 Real Madrid).

### Phát triển trong tương lai
Cơ quan quản lý của rugby union Pháp, Liên đoàn bóng bầu dục Pháp (FFR), đã thông báo vào tháng 11 năm 2010 rằng họ sẽ không gia hạn hợp đồng sử dụng sân Stade de France cho các trận đấu bóng bầu dục quốc tế khi nó hết hạn vào năm 2013. FFR cũng cho biết họ có kế hoạch xây dựng một sân vận động mới của riêng mình ở vùng Paris.
Được biết, FFR đã ngày càng trở nên thất vọng với một số khía cạnh của thỏa thuận. Theo nhà báo bóng bầu dục Ian Moriarty, "Thỏa thuận với sân Stade de France đã là một thảm họa đối với FFR về mặt tài chính trong những năm qua, buộc những người môi giới quyền lực của Pháp phải nhìn sang kênh tiếng Anh về con bò tiền mặt Twickenham của RFU với sự ghen tị ngày càng tăng." Các báo cáo rất khác nhau về số tiền FFR phải chi để thuê sân vận động, nhưng ước tính dao động từ 3 triệu euro đến 5 triệu euro mỗi trận. Mặc dù Stade de France và Twickenham có quy mô gần giống nhau, nhưng chi phí thuê có nghĩa là FFR được báo cáo là kiếm được khoảng 1/3 từ việc bán tháo ở Stade de France cũng như RFU từ đợt bán bán tại Twickenham. Ngoài ra, đội tuyển bóng bầu dục quốc gia không được hưởng ưu thế tại Stade de France; ưu tiên đội tuyển bóng đá quốc gia và các buổi hòa nhạc lớn. FFR đã phải chuyển hai trong số các trận đấu Test trên sân nhà năm 2010-11 tới Montpellier và Nantes do các cuộc xung đột với đội tuyển bóng đá quốc gia. Ngoài ra, cựu chủ tịch FFR, Serge Blanco, tuyên bố rằng chung kết Top 14 2009 đã phải dời từ tháng 5 sang tháng 6 vì mâu thuẫn với buổi biểu diễn nhạc rock Johnny Hallyday.
Vào tháng 6 năm 2012, FFR thông báo rằng họ đã chọn địa điểm cho sân mới của mình, tạm gọi là Grand Stade FFR. Sân vận động 82.000 chỗ ngồi, có mái che có thể thu vào và sân trượt, được xây dựng trên một đường đua ngựa trước đây ở Évry, cách Paris khoảng 25 km (16 dặm) về phía nam. Sân vận động mới, ước tính trị giá 600 triệu euro, ban đầu dự kiến mở cửa vào năm 2017, nhưng việc hoàn thành sau đó đã bị lùi sang khung thời gian 2021/2022. FFR chính thức từ bỏ dự án sân vận động vào tháng 12 năm 2016.

## Truy cập
Mặc dù nằm ở ngã tư của các tuyến đường ô tô A1 và A86, bạn không nên đến đó bằng ô tô trừ khi bạn đã đặt trước chỗ đậu xe. Sân vận động được xây dựng với số lượng chỗ đậu xe rất hạn chế, đó là lý do tại sao giao thông công cộng được coi là phương tiện chính để đến sân vận động. Dịch vụ đưa đón trên sông được cung cấp bởi Kênh đào Saint-Denis.

### Giao thông công cộng
| Ga                            | Tuyến                                                 |
| ----------------------------- | ----------------------------------------------------- |
| La Plaine – Stade de France   | RER B                                                 |
| Stade de France – Saint-Denis | RER D                                                 |
| Saint-Denis – Porte de Paris  | Tuyến 13 Tàu điện ngầm Paris                          |
| La Plaine – Stade de France   | RATP 139, 153, 173, 239, 253                          |
| Saint-Denis – Porte de Paris  | RATP 153, 154, 168, 170, 239, 253, 254, 255, 256, 268 |
| Delaunay-Rimet                | RATP 239, 253                                         |